# De Groeve
De Groeve város a holland Drenthe tartományban. Része a Tynaarloi önkormányzatnak. 15 km-re délkeletre fekszik Groningentől.
A terület népessége, amely tartalmazza a környező vidék lakosságát is mintegy 520 fő.